# فاكوندو باستور
فاكوندو باستور (بالإسبانية: Facundo Pastor)‏ هو صحفي أرجنتيني، ولد في 1979 في بوينس آيرس في الأرجنتين.